# Leopold Saar
Leopold Saar (* um 1875 in Dresden; † nach 1902) war ein deutscher Theaterschauspieler.

## Leben
Saar war ab 1898 bühnentätig und ein Jahr in Zürich engagiert. Er trat 1900 in den Verband des Stadttheaters in Riga, woselbst er als „Bellmaus“ in den „Journalisten“ debütierte. Er vertritt das Fach der jugendlichen Liebhaber und Naturburschen und wird auch in komischen Rollen wirkungsvoll verwendet. Von seinen beliebten Darbietungen mögen genannt sein: „Bleichenwang“, „Schüler“ im „Faust“, „Lanzelot Gobbo“, „Feldt“ im „Veilchenfresser“, „Adhemar“ in „Cyprienne“ etc.